# Beaverton, Alabama
Beaverton är en ort i Lamar County i delstaten Alabama, USA.